# Sarrin
Sarrin (àrab: صرين, Ṣarrīn) és una localitat del nord de Síria, a la Governació d'Alep. Està situada al nord-est d'aquesta regió, al sud de Kobane i a l'est de Manbij. Segons l'Oficina Central d'Estadístiques de Síria, Sarrin tenia 6.140 habitants al cens de 2004.
Durant la Guerra civil siriana, el grup terrorista Estat Islàmic va prendre el control de la ciutat el setembre de 2013. El març de 2015, els kurds de les Unitats de Protecció Popular (YPG), juntament amb tropes de l'Exèrcit Lliure Sirià, van iniciar una ofensiva per conquerir la població.